# Phospholipase-A2-Rezeptor
Phospholipase-A2-Rezeptor (PLA2R) ist ein Typ-1-Transmembranprotein, das mehrere Typen von Phospholipase A₂ bindet. PLA2R ist einer der vier bei Säugetieren vorkommenden Mannose-Rezeptoren. PLA2R wird beim Menschen hauptsächlich in den Nieren von den Podozyten des Nierenkörperchens exprimiert. Obwohl die genaue physiologische Bedeutung des Phospholipase-A2-Rezeptors bislang nicht bekannt ist, ist es deutlich, dass der Rezeptor durch Bindung an die jeweilige Phospholipase sowohl an der positiven oder negativen Regulation ihrer Funktion als auch an ihrer Beseitigung teilnimmt. Allgemein ist PLA2R in der Lage, Lektine vom Rizin-Typ zu binden.

## Medizinische Bedeutung
Die Bildung von Autoantikörpern gegen PLA2R führt zur membranösen Glomerulonephritis, einer chronischen Nierenkrankheit, die mit hohen Eiweißverlusten über den Urin und zunehmender Nierenfunktionseinschränkung einhergeht.